# Mauvezin-sur-Gupie
Mauvezin-sur-Gupie é uma comuna francesa na região administrativa da Nova Aquitânia, no departamento de Lot-et-Garonne. Estende-se por uma área de 15,60 km². Em 2010 a comuna tinha 606 habitantes (densidade: 38,8 hab./km²).